# Charles Workman
Charles Workman est un mafieux américain membre de la Yiddish Connection né en 1908 à Manhattan, New York et décédé en janvier 1979, dans le Queens, New York .   

## Biographie
Workman a grandi dans le Lower East Side de Manhattan et a quitté l'école à 17 ans, où il était déjà connu comme voyou. Quand il eut 18  ans, il fut arrêté une première fois pour vol. En 1927, il fut de nouveau arrêté pour avoir tiré sur un homme lors d'une dispute pour 20 $, l'homme a survécu et n'a pas déposé plainte. Après sa peine, il a commencé à travailler pour la Murder Incorporated.
Charlie (Charles) Workman était un tueur à gages pour la Murder Incorporated, gérée par Lepke Buchalter et Albert Anastasia. La Murder Incorporated était spécialisée dans le recrutement de tueurs pour la mafia. Il est prouvé que Workman a été responsable de plus de 20 meurtres. 
Workman et un autre tueur à gages, Emanuel Weiss, ont tiré sur Dutch Schultz et trois de ses hommes, le 23 octobre 1935. Schultz a développé une péritonite à cause des balles rouillées des pistolets utilisés. Il est mort 22 heures après avoir été abattu. 
Workman a été reconnu coupable pour l'assassinat de Schultz et a passé 23 ans en prison.
En 1940, Abe Reles dénonce ses anciens partenaires du Murder Incorporated, son témoignage a envoyé plusieurs de ses anciens amis à la chaise électrique, comme Lepke Buchalter, Emanuel Weiss, Frank Abbandando et Martin Goldstein, entre autres. Workman a été l'un des plus chanceux et a échappé à la peine de mort mais a été condamné à vie en 1941. 
En 1942, il a offert d'aider l'armée et est allé pour une mission suicide au Japon. Mais son patriotisme n'a pas suffi pour le libérer. 
En 1964, il a été mis en liberté conditionnelle et a trouvé un emploi dans l'industrie de vêtements.